# Charles H. Best

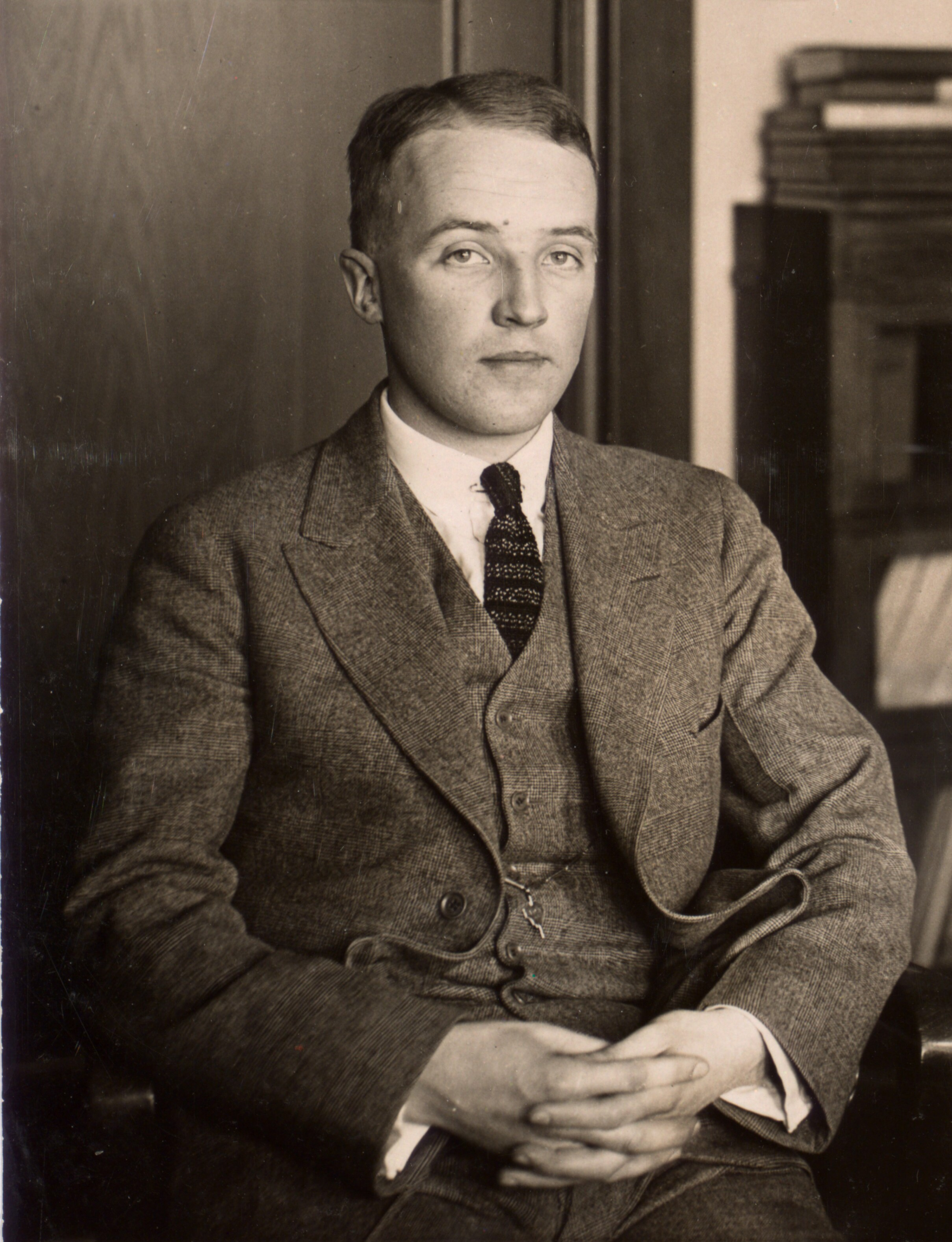
Charles H. Best (ca. 1924)

Charles Herbert Best, CC (* 27. Februar 1899 in West Pembroke/Washington County (Maine), USA; † 31. März 1978 in Toronto, Kanada) war ein US-amerikanisch-kanadischer Physiologe und Biochemiker. Er gilt zusammen mit Frederick G. Banting als Entdecker des Insulins beim Menschen, nachdem der Rumäne Nicolae Paulescu die Wirkung dieses Hormons kurz zuvor bei Hunden entdeckt hatte.

## Leben und Werk
Geboren in West Pembroke/Maine im Jahre 1899, studierte er an der University of Toronto. Noch als Medizinstudent begann er 1921 seine Arbeiten mit Frederick Grant Banting, die 1923 schließlich zum Nobelpreis führten. Die Auszeichnung wurde jedoch Frederick Grant Banting und dem schottischen Physiologen John James Richard Macleod verliehen und nicht dem wesentlich an der Entdeckung beteiligten Charles Best. Banting und MacLeod gaben daraufhin jeweils die Hälfte ihrer Prämien an Best sowie an den für die Reinigung des aus Pankreasgewebe gewonnenen Insulins mitverantwortlichen Biochemiker James Bertram Collip, um so ihre Solidarität und Anerkennung zu zeigen.
Noch während seiner Studienzeit hatte man Best die Leitung der Massenherstellung von Insulin übertragen. Best erweiterte sein im Studium erworbenes wissenschaftliches Fundament durch einen Aufenthalt an Forschungsinstituten in Europa, besonders am „National Institute for Medical Research“ in London.
Im Jahr 1932 wurde Best zum Mitglied der Gelehrtenakademie Leopoldina gewählt, 1946 in die Königlich Niederländische Akademie der Wissenschaften, 1948 in die American Academy of Arts and Sciences und 1950 sowohl in die National Academy of Sciences als auch in die American Philosophical Society. 1955 wurde er Mitglied der Päpstlichen Akademie der Wissenschaften. 1971 wurde Best mit einem Gairdner Foundation International Award ausgezeichnet. 1994 wurde er postum in die Canadian Medical Hall of Fame aufgenommen.
Im Jahre 1923 wurde das „Banting-Best-Institut“ für medizinische Forschung an der Universität in Toronto gegründet. Nach dem Tod von Banting wurde Best im Jahr 1941 Direktor. Dort bearbeitete er vorwiegend Spezialgebiete der Muskel- und Sportphysiologie sowie des Kohlenhydratstoffwechsels und war an vielen Einzelentdeckungen maßgeblich beteiligt. So war er unter anderem auch ein Pionier in der Verwendung von Mitteln gegen Thrombose, indem er Irving S. Wright 1938 Heparin, das von ihm damals als einem der Ersten isoliert worden war, für die erste klinische Therapie zur Verfügung stellte.
Er litt im fortgeschrittenen Lebensalter selbst an Diabetes mellitus und starb im Alter von 79 Jahren als einer der bedeutendsten kanadischen Forscher des 20. Jahrhunderts.
An der University of Toronto gibt es seit 1995 ihm zu Ehren eine Charles H. Best Lectureship and Award.

## Veröffentlichungen (Auswahl)
- mit F. G. Banting: The internal Secretion of the Pancreas. In: The Journal of Laboratory and clinical Medicine. St. Louis. Band 8, 1922, S. 464 ff.